# بوریس پلوتنیکوف
بوریس پلوتنیکوف (روسی: Борис Григорьевич Плотников؛ ۲ آوریل ۱۹۴۹ – ۲ دسامبر ۲۰۲۰) یک بازیگر اهل اتحاد جماهیر شوروی سوسیالیستی بود.
از فیلم‌ها یا برنامه‌های تلویزیونی که وی در آن نقش داشته‌است می‌توان به تابستان سرد ۱۹۵۳، قلب سگی و عروج اشاره کرد.
وی همچنین برندهٔ جوایزی همچون هنرمند مردمی روسیه شده‌است.